# منتخب بيلاروس لكرة القدم للسيدات
منتخب بيلاروسيا لكرة القدم للسيدات هو ممثل بيلاروسيا الرسمي في رياضة كرة القدم النسائية الدولية. حيث يدير الفريق اتحاد كرة القدم في بيلاروسيا (Беларуская фэдэрацыя па футболу).
بعد الغزو الروسي لأوكرانيا عام 2022 حظر الاتحاد الدولي لكرة القدم (الفيفا) والاتحاد الأوروبي لكرة القدم (يويفا) الهيئة الحاكمة لكرة القدم في أوروبا على الفرق الوطنية والأندية البيلاروسية استضافة المسابقات الدولية.

## التاريخ
ظهرت بيلاروسيا لأول مرة في مرحلة التصفيات المؤهلة للاتحاد الدولي لكرة القدم/الاتحاد الأوروبي لكرة القدم في بطولة أوروبا 1997 حيث وقعت في مجموعة مع جمهورية التشيك وبولندا وإستونيا. وفي أول مباراة رسمية لها خسرت 0-1 أمام جمهورية التشيك في 7 أكتوبر 1995. أما في مايو 1996 فقد حققوا أول فوز رسمي لهم بفوزهم على بولندا 3-0 والتي هزمتهم 2-0 في المباراة الأولى. وفي تصفيات كأس العالم 1999 صنفت بيلاروسيا في الفئة ب دون أي خيارات تأهيل.
في تصفيات بطولة أوروبا 2001 مرة أخرى في الفئة ب فازت بيلاروسيا على إستونيا 4-1 و0-7 وفازت على إسرائيل بنتيجة 0-5 وأيضاً 1-0 وسلوفاكيا 1-0 وتعادلت 1-1 في رومانيا لكن الرومانيين حصلوا على مكان في تصفيات الصعود بعد فوزهم على بيلاروسيا 0-1. ثم خسرت بيلاروسيا 6-1 أمام سلوفاكيا في المباراة الأخيرة.
في تصفيات كأس العالم 2003 الفئة ب حصلت بيلاروسيا على المركز الثالث متعادلة مع سلوفاكيا.
في تصفيات بطولة أوروبا 2005 الفئة ب فازت بيلاروسيا على إستونيا بنتيجة 5-0 و1-3 وكازاخستان بنتيجة 0-2 و8-1 وإسرائيل بنتيجة 0-2. لقد استقبلوا للتو نقطتين من مباراة على أرضهم انتهت بالتعادل 1-1. ثم تصدرت بيلاروسيا المجموعة للمرة الأولى ولكن لم تكن هناك مباريات فاصلة للترقية حيث وحد نظام التصفيات لعام 2009.
في تصفيات كأس العالم للسيدات 2007 صعدت بيلاروسيا إلى الفئة الأولى واحتلت المركز قبل الأخير برصيد 7 نقاط. أما في تصفيات بطولة أوروبا 2009 فقد احتلت بيلاروسيا المركز قبل الأخير. وفي تصفيات كأس العالم 2011 حصلت بيلاروسيا على المركز الثالث. ثم في تصفيات بطولة أوروبا 2013 وقعت بيلاروسيا في المجموعة مع فنلندا وأوكرانيا وسلوفاكيا وإستونيا.

## سجل كأس العالم
| نهائيات كأس العالم | نهائيات كأس العالم | نهائيات كأس العالم | نهائيات كأس العالم | نهائيات كأس العالم | نهائيات كأس العالم | نهائيات كأس العالم | نهائيات كأس العالم | نهائيات كأس العالم | نهائيات كأس العالم |
| السنة              | النتيجة            | لعب                | فاز                | تعادل*             | خسر                | له                 | عليه               | فرق                |                    |
| ------------------ | ------------------ | ------------------ | ------------------ | ------------------ | ------------------ | ------------------ | ------------------ | ------------------ | ------------------ |
| 1991               | لم يشارك           | -                  | -                  | -                  | -                  | -                  | -                  | -                  |                    |
| 1995               | لم يشارك           | -                  | -                  | -                  | -                  | -                  | -                  | -                  |                    |
| 1999               | لم يتأهل           | -                  | -                  | -                  | -                  | -                  | -                  | -                  |                    |
| 2003               | لم يتأهل           | -                  | -                  | -                  | -                  | -                  | -                  | -                  |                    |
| 2007               | لم يتأهل           | -                  | -                  | -                  | -                  | -                  | -                  | -                  |                    |
| 2011               | لم يتأهل           | -                  | -                  | -                  | -                  | -                  | -                  | -                  |                    |
| 2015               | لم يتأهل           | -                  | -                  | -                  | -                  | -                  | -                  | -                  |                    |
| 2019               | لم يتأهل           | -                  | -                  | -                  | -                  | -                  | -                  | -                  |                    |
| الاجمالي           | 0/7                | -                  | -                  | -                  | -                  | -                  | -                  | -                  |                    |

*تشمل التعادلات مباريات خروج المغلوب التي تم تحديدها في ركلات الجزاء.

## روابط خارجية
- - الموقع الرسمي
  - الملف الشخصي للفيفا